# Gran Premi de Denain 2021
El Gran Premi de Denain 2021 va ser la 62a edició del Gran Premi de Denain. Es disputà el 21 de setembre de 2021 sobre un recorregut de 200,3 km amb sortida i arribada a Denain. La cursa formava part de l'UCI Europa Tour amb una categoria 1.HC.
El vencedor final fou el belga Jasper Philipsen (Alpecin-Fenix), que s'imposà a l'esprint a Jordi Meeus (Bora-Hansgrohe) i Ben Swift (Ineos Grenadiers), segon i tercer respectivament.

## Equips
L'organització convidà a 19 equips a prendre part en aquesta edició del Gran Premi de Denain.
| WorldTeams (8)- Ineos Grenadiers - AG2R Citroën Team - Bora-Hansgrohe - Cofidis - EF Education-Nippo - Groupama-FDJ - Intermarché-Wanty-Gobert Matériaux - Israel Start-Up Nation ProTeams (9)- Alpecin-Fenix - Arkéa-Samsic - B&B Hotels p/b KTM - Bingoal Pauwels Sauces WB - Delko - Rally Cycling - Sport Vlaanderen-Baloise - TotalEnergies - Uno-X Pro Cycling Team Equips continentals (2)- Xelliss-Roubaix Lille Métropole - Saint Michel-Auber 93 |
| |

## Classificació final
| \| Classificació general \| Classificació general \| Classificació general \| Classificació general \| Classificació general \| \| Corredor \| Corredor \| Equip \| Temps \| \| \| --------------------- \| --------------------- \| ---------------------------------- \| --------------------- \| --------------------- \| \| 1r \| Jasper Philipsen \| Alpecin-Fenix \| 4h 40' 44" \| \| \| 2n \| Jordi Meeus \| Bora-Hansgrohe \| + 0" \| \| \| 3r \| Ben Swift \| Ineos Grenadiers \| + 0" \| \| \| 4t \| Hugo Hofstetter \| Israel Start-Up Nation \| + 0" \| \| \| 5è \| Tom Van Asbroeck \| Israel Start-Up Nation \| + 0" \| \| \| 6è \| Arnaud Démare \| Groupama-FDJ \| + 0" \| \| \| 7è \| Kenneth Van Rooy \| Sport Vlaanderen-Baloise \| + 0" \| \| \| 8è \| Baptiste Planckaert \| Intermarché-Wanty-Gobert Matériaux \| + 0" \| \| \| 9è \| Piet Allegaert \| Cofidis \| + 0" \| \| \| 10è \| Jens Debusschere \| B&B Hotels p/b KTM \| + 0" \| \| |                     |                                    |            |
| |                     |                                    |            |
| Font: ProCyclingStats |                     |                                    |            |
| Classificació general |                     |                                    |            |
| Corredor | Corredor            | Equip                              | Temps      |
| 1r | Jasper Philipsen    | Alpecin-Fenix                      | 4h 40' 44" |
| 2n | Jordi Meeus         | Bora-Hansgrohe                     | + 0"       |
| 3r | Ben Swift           | Ineos Grenadiers                   | + 0"       |
| 4t | Hugo Hofstetter     | Israel Start-Up Nation             | + 0"       |
| 5è | Tom Van Asbroeck    | Israel Start-Up Nation             | + 0"       |
| 6è | Arnaud Démare       | Groupama-FDJ                       | + 0"       |
| 7è | Kenneth Van Rooy    | Sport Vlaanderen-Baloise           | + 0"       |
| 8è | Baptiste Planckaert | Intermarché-Wanty-Gobert Matériaux | + 0"       |
| 9è | Piet Allegaert      | Cofidis                            | + 0"       |
| 10è | Jens Debusschere    | B&B Hotels p/b KTM                 | + 0"       |